# 伊拉克签证政策

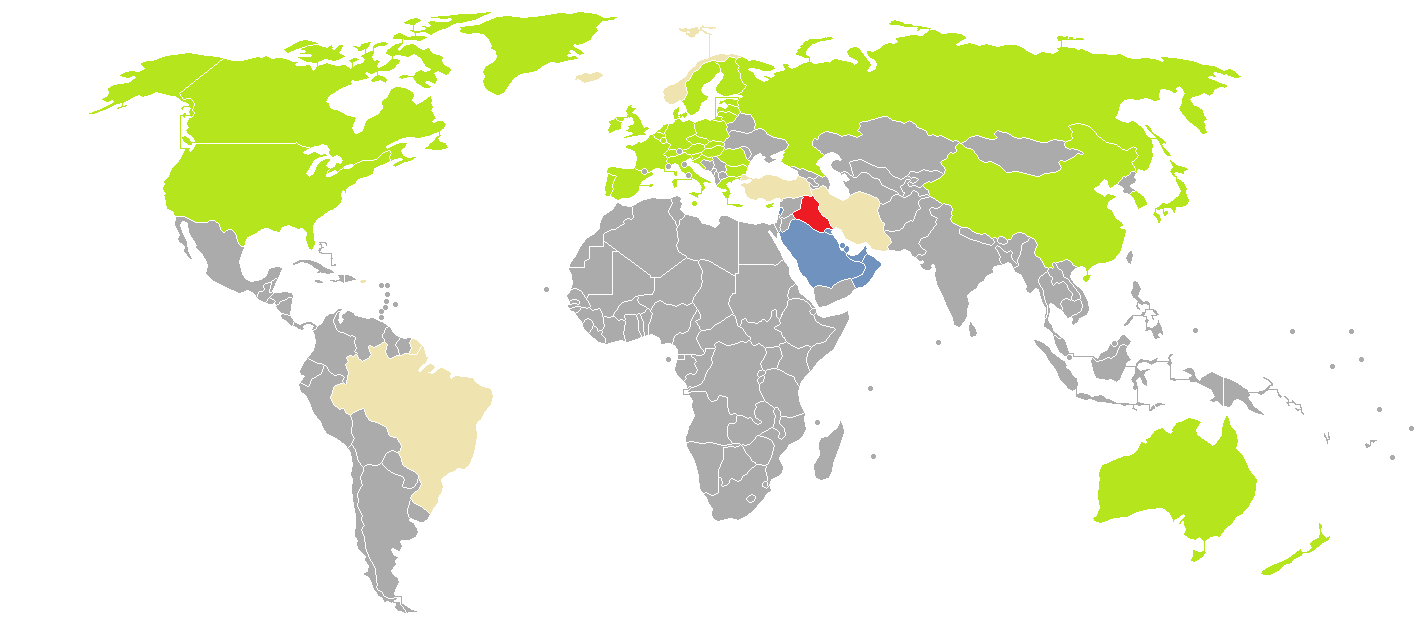
伊拉克签证政策
伊拉克
落地簽證
落地簽證（只限巴斯拉國際機場及納傑夫國際機場入境）
免簽證到訪伊拉克庫爾德斯坦 (30天)
需要簽證

根据伊拉克的相关法律，大部分国家的公民进入伊拉克均需要签证除了到达巴士拉或者伊拉克库尔德斯坦的访客，所有访客均需要持有有效期六个月以上的护照。
於2021年前，只有土耳其公民可以不需签证入境伊拉克，只要来访者是直接从土耳其或者伊拉克库尔德斯坦的埃尔比勒国际机场和苏莱曼尼亚国际机场到达巴格达国际机场入境伊拉克。土耳其公民亦可在纳杰夫机场入境伊拉克的时候享受落地签待遇。 亦只有  巴林和 沙烏地阿拉伯的公民在 巴士拉国际机场和纳杰夫机场享受落地签待遇。
2021年3月15日，伊拉克政府放寛來自37個國家/地區的公民的入境前簽證要求，允許這些國家的公民在經批准的陸路、海路和空中過境口岸申請落地簽證。
对于其他国家公民来说，在非伊拉克库尔德斯坦的口岸可以因为紧急原因享受伊拉克紧急签证的落地签待遇(伊拉克库尔德斯坦具有不同的签证政策，见下文) 除非签证官确认不可事先获得伊拉克签证的访客除外。根据IATA，一份由伊拉克内政部签署及盖章的信件需要提供用于紧急情况入境，虽然无法确定是否为当前申请。

## 落地簽證
以下國家的公民在納傑夫國際機場和巴士拉國際機場入境時可能會獲得簽證：
| - 巴林 - 科威特 - 黎巴嫩1 - 阿曼 | - 沙烏地阿拉伯 - 阿联酋 |  |

1. 在到達任何入境口岸時均可能獲得簽證

以下國家/地區的公民現在可以在抵達伊拉克機場、陸路和海上口岸時直接申請60天之落地簽證，費用為75美元。
| - 歐盟公民 - 美国 - 英国 - 俄羅斯 - 中國 - 日本 - 新西兰 - 加拿大 - 瑞士 |

## 特別護照
以下國家的公民如持有外交或公務護照，可獲免簽證待遇：
| - 中國 30天（只限外交護照） - 伊朗 30天 - 科威特 30天 - 黎巴嫩 6個月（外交護照），3個月（公務護照） - 塞爾維亞 90天 - 土耳其 45天 |

## 伊拉克库尔德斯坦
跟證库尔德斯坦維也納代表處的資料，以下列表中国家的公民访问伊拉克库尔德斯坦可以享受最长30天的免签证待遇：
| - 歐盟公民 - 巴西 - 加拿大 - 日本 - 科威特 - 新西兰 - 挪威 | - 瑞士 - 土耳其 (根據國際民航組織的Timacic數據庫，免签证待遇為15日) - 阿联酋 - 英国 - 美国 |

跟證库尔德斯坦倫敦及華盛頓代表處的資料，以下列表中国家的公民访问伊拉克库尔德斯坦可以享受最长30天的免签证待遇：
| - 伊朗 (根據國際民航組織的Timacic數據庫，免签证待遇為15日) |

以下列表中国家的公民访问伊拉克库尔德斯坦的访客通过埃尔比勒国际机场或苏莱曼尼亚国际机场入境可以享受免签证待遇：
| - 冰島 - 黎巴嫩 - 列支敦斯登 - 摩納哥 - 圣马力诺 - 梵蒂冈 |

## 拒絕入境
根據國際航空運輸協會，自2019年8月14日起，孟加拉國公民即使取得簽證亦不得進入伊拉克，但是可於伊拉克過境。
以色列國民一般也被禁止訪問伊拉克，但不包括庫爾德斯坦地區。